# Jane Heitmann
Jane Vallebo Heitmann (født Thorngaard 5. november 1968 i København) er en dansk erhvervskvinde og tidligere folketingsmedlem for Venstre; Heitmann er datter af elinstallatør Torben Thorngaard og kontorassistent Line Thorngaard.

## Baggrund
Jane Heitmann er vokset op i Hornbæk, men har siden 1996 boet i Faaborg med sine tre børn. 
Jane Heitmann var oprindeligt uddannet klinikassistent og uddannede sig siden til cand.mag. i dansk på Syddansk Universitet i Odense (2004). Fra 1999 og indtil valget i 2011 drev Jane Heitmann selvstændig erhvervsvirksomhed indenfor dentalbranchen. 
I 2021 blev hun slået til Ridder af Dannebrog.

## Politisk karriere
Jane Heitmann har siden 2006 været medlem af Kommunalbestyrelsen i Faaborg-Midtfyn Kommune og har i den forbindelse haft en række tillidsposter, bl.a. som formand for Fjernvarme A/S (2006-2012). Ved folketingsvalget 2011 blev Jane Heitmann valgt i Fyns Storkreds, og har siden valget i 2011 og til valget i 2015 været Venstres Psykiatri- og Forebyggelsesordfører samt § 71 ordfører. Ved valget i 2015 blev Jane Heitmann derudover Sundheds- Ældre og Ligestillingsordfører. Ved valget i 2019 blev Jane Heitmann formand for Folketingets Sundheds- og Ældreudvalg samt Udvalget vedr. Det Etiske Råd. I  
Med 2019-valget blev Jane Heitmann tilligemed Venstres ordfører for ældre og psykiatri.  

## Tillidshverv
- Medlem af kommunalbestyrelsen i Faaborg-Midtfyn Kommune fra 2006- 2017
- Medlem af sundhedsudvalget fra 2006
- økonomiudvalget fra 2009
- Arbejdsmarkeds- og beskæftigelsesudvalget 2006-2009
- Formand for bestyrelsen for Faaborg Forsyningsvirksomheder Fjernvarme A/S fra 2006
- Medlem af bestyrelsen for 
  - Faaborg Forsyningsvirksomheder Holding A/S
  - Faaborg Forsyningsvirksomheder Renovation A/S
  - Faaborg Forsyningsvirksomheder Vand A/S fra 2006
  - Faaborg Forsyningsselskaber Erhverv A/S fra 2009
  - Faaborg-Midtfyn Turistforening fra 2009